# Râul Sicșa
Râul Sicșa este un curs de apă afluent al râului Apa Mare

## Hărți
- Harta județului Timiș